# Real Codó Esporte Clube
O Real Codó Esporte Clube, mais conhecido ou simplesmente como Real Codó, foi um clube de futebol brasileiro fundado na cidade de Codó, no estado do Maranhão, que só teve 7 meses de profissionalismo, após o Esporte Clube Viana, romper a parceria entre as instituições no dia 27 de dezembro de 2024, caso dado por várias formas de desentendimento ocorridos, fazendo a equipe se licenciar das suas atividades esportivas.

## História

### Real Codó/Viana
A união com Esporte Clube Viana foi um projeto de reviver o futebol Codoense, que está desconhecido, através de uma iniciativa liderada pelo prefeito de Codó, José Francisco Lima Neres, faz um esforço coletivo para unir o futebol em torno de um objetivo de criação de uma equipe profissional no futebol maranhense,  o ambicioso objetivo de um acesso para elite do futebol estadual ou ainda disputar uma vaga na Copa do Brasil trazendo conhecimento voltado para cidade de Codó

### Acesso para elite do estadual e campeão invicto
Com uma equipe profissional o Real Codó/Viana, se afiliou-se a FMF, estreou na fase pré-série B da da segunda divisão maranhense, Contra a equipe do Bacabal com duas partidas a equipe codoense empatou a primeira partida por 1 a 1, sendo a primeira partida oficial profissional da equipe, na volta fora de casa em Chapadinha no estádio Lucidão venceu por 2 a 0 a equipe mandante assim classificando-se para a fase de grupos do campeonato maranhense série b de 2024, seu grupo foi feito pelas equipes de Timon, ITZ Sport e Santa Quitéria,onde em seis partidas disputadas venceu quatro vezes e empatou duas vezes terminado com lider do grupo A, após classificação inédita o São Luís foi seu oponente além disso vice-líder do Grupo B, na sua segunda partida realizada na capital maranhense, o Real Codó/Viana venceu por 3 a 1 a equipe do São Luís, com essa vitória o Real Codó/Viana decidiu em casa, e venceu novamente a equipe do São Luís por 1 a 0 assim conseguindo o acesso para elite do futebol maranhense dando privilégio para a torcida Codoense,.
A equipe codoense depois de um triunfo nas semifinais, disputaria a final da competição contra o Iape em São Luís, no Estádio Nhozinho Santos, depois de um empate sem gols no tempo regulamentar, a disputa foi direta para as penalidades máximas, decidiu em um vitória da equipe visitante (5x4) nos pênaltis fazendo assim, o Real Codó com parceria unida com o Viana se torna a primeira equipe codoense a ser campeão estadual profissional de uma divisão de acesso, após o Real Codó ser campeão pela primeira vez encaminhou-se sua vaga para a primeira divisão estadual em 2025.

## Titulo
| Estadual | Estadual                           | Estadual | Estadual  |
|          | Competição                         | Títulos  | Temporada |
| -------- | ---------------------------------- | -------- | --------- |
|          | Campeonato Maranhense - 2ª Divisão | 1        | 2024      |

 Campeão invicto

## Estatísticas

### Participações
|  | Participações em 2024 |

| Competição | Competição      | Temporadas | Melhor campanha | Estreia | Última | P | R |
| Maranhão   | Segunda Divisão | 1          | Campeão (2024)  | 2024    | 2024   | 1 |   |